# Phê bình nghệ thuật

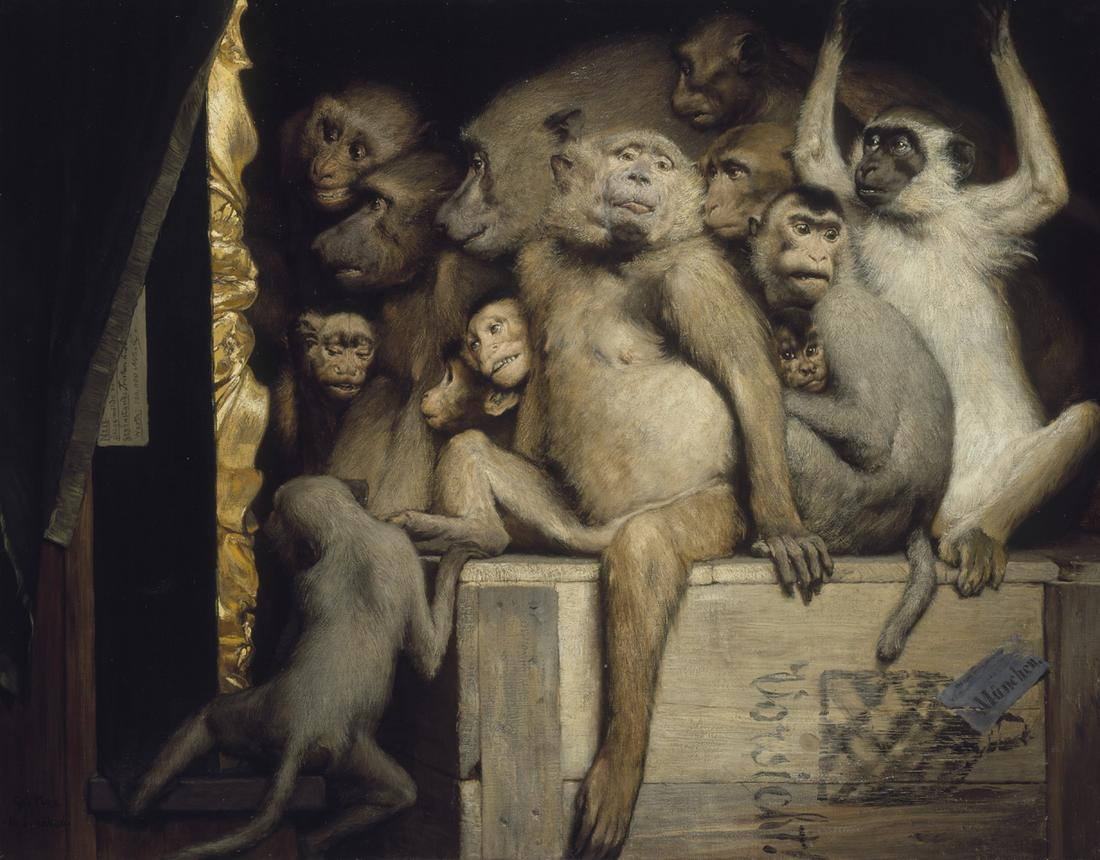
Khỉ đánh giá Nghệ thuật, 1889, Gabriel von Max

Phê bình nghệ thuật là thảo luận hoặc đánh giá về nghệ thuật thị giác. Các nhà phê bình nghệ thuật thường chỉ trích nghệ thuật trong bối cảnh thẩm mỹ hoặc lý thuyết về cái đẹp.   Mục tiêu của phê bình nghệ thuật là theo đuổi một cơ sở hợp lý để đánh giá cao nghệ thuật    nhưng có một câu hỏi đặt ra là liệu những lời phê bình đó có thể vượt qua được hoàn cảnh chính trị và xã hội hiện hành hay không.
Sự đa dạng của các phong trào nghệ thuật đã dẫn đến việc phân chia phê bình nghệ thuật thành các chuyên ngành khác nhau, mỗi ngành có thể sử dụng các tiêu chí khác nhau cho các đánh giá của họ. Sự phân chia phổ biến nhất trong lĩnh vực phê bình là giữa phê bình lịch sử và đánh giá lịch sử, một hình thức lịch sử nghệ thuật và phê bình đương đại về tác phẩm của các nghệ sĩ đang sống.
Mặc dù nhận thức rằng phê bình nghệ thuật là một hoạt động rủi ro thấp hơn nhiều so với sáng tạo nghệ thuật, ý kiến của nghệ thuật hiện tại luôn chịu trách nhiệm cho sự điều chỉnh quyết liệt với thời gian. Các nhà phê bình trong quá khứ thường bị chế giễu vì các nghệ sĩ ủng hộ bây giờ bị chế giễu (như các họa sĩ hàn lâm cuối thế kỷ 19)  hoặc loại bỏ các nghệ sĩ hiện đang tôn kính (như tác phẩm đầu tiên của trường phái Ấn tượng). Một số phong trào nghệ thuật đã được các nhà phê bình đặt tên chê bai, với cái tên này sau đó được sử dụng như một loại huy hiệu danh dự của các nghệ sĩ theo phong cách (ví dụ, trường phái Ấn tượng, Chủ nghĩa lập thể), với ý nghĩa tiêu cực ban đầu bị lãng quên.
Nghệ thuật là một phần quan trọng của con người và có thể được tìm thấy thông qua tất cả các khía cạnh của cuộc sống của chúng ta, bất kể văn hóa hay thời đại. Có nhiều biến số khác nhau quyết định sự đánh giá nghệ thuật của một người như thẩm mỹ, nhận thức hay nhận thức. Nghệ thuật có thể là khách quan hoặc chủ quan dựa trên sở thích cá nhân đối với thẩm mỹ và hình thức. Nó có thể dựa trên các yếu tố và nguyên tắc thiết kế và bằng sự chấp nhận văn hóa xã hội. Nghệ thuật là một bản năng cơ bản của con người với một loạt các hình thức và biểu hiện đa dạng. Nghệ thuật có thể độc lập với một phán đoán tức thời hoặc có thể được xem với kiến thức được giáo dục sâu hơn. Thẩm mỹ, thực dụng, biểu cảm, chính thống, tương đối, quy trình, bắt chước, nghi lễ, nhận thức, bắt chước và lý thuyết hậu hiện đại là một số trong nhiều lý thuyết để phê phán và đánh giá cao nghệ thuật. Phê bình và đánh giá nghệ thuật có thể chủ quan dựa trên sở thích cá nhân đối với thẩm mỹ và hình thức, hoặc nó có thể dựa trên các yếu tố và nguyên tắc thiết kế và chấp nhận văn hóa xã hội.  